# Otto Pérez Molina

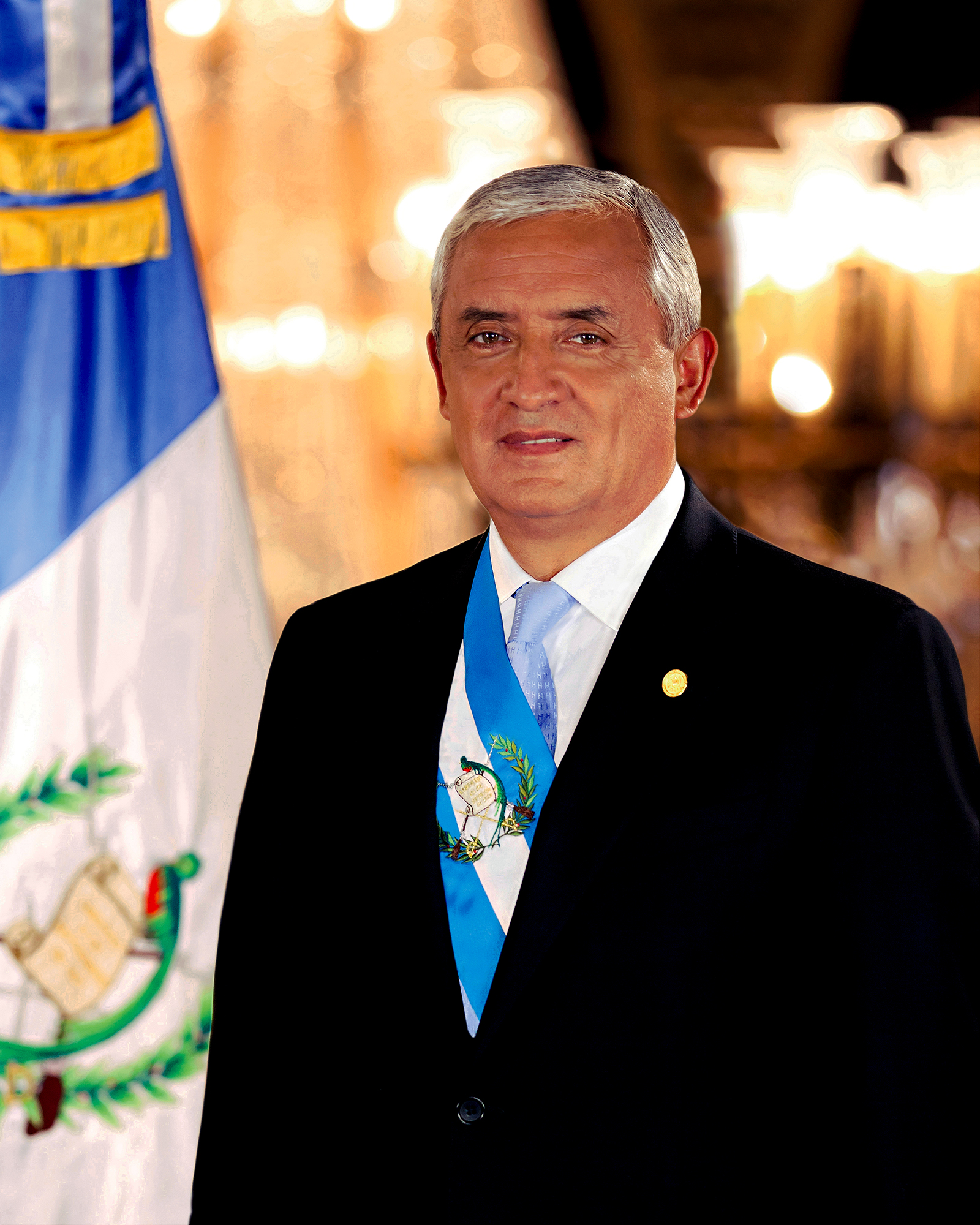
Offizielles Porträt, 2012

Otto Fernando Pérez Molina (* 1. Dezember 1950 in Guatemala-Stadt) ist ein guatemaltekischer Ex-General und Politiker (Partido Patriota). Im Januar 2012 trat Pérez das Amt des Präsidenten der Republik Guatemala an. Im Sommer 2015 gab es wegen einer Korruptionsaffäre monatelange Proteste gegen ihn. Wenige Monate vor Ablauf seiner Amtsperiode erklärte er im September 2015 schließlich seinen Rücktritt; zuvor hatte das guatemaltekische Parlament seine Immunität aufgehoben. Am 7. Dezember 2022 wurde er in erster Instanz wegen Korruption zu 16 Jahren Haft verurteilt.

## Leben
Otto Pérez wurde als dritter Sohn von Jaime Pérez Marroquín und Isabel Molina in Guatemala-Stadt geboren. Im Alter von 16 Jahren trat er als Kadett der Offiziersschule Escuela Politécnica in die guatemaltekischen Streitkräfte ein. Später setzte er seine militärische Ausbildung an der School of the Americas in der Panamakanalzone (1985) und am Interamerican Defence College in Washington, D.C. fort. Er absolvierte ein Studium an der INCAE Business School in Costa Rica und machte einen Master in Internationalen Beziehungen an der Universidad Francisco Marroquín in Guatemala.
Otto Pérez Molina ist mit Rosa Leal verheiratet, mit der er zwei Kinder hat: den früheren Offizier und jetzigen Bürgermeister von Mixco, Otto Pérez Leal, und Lisette Pérez de Solórzano.

## Militärische Laufbahn
Nach Abschluss seiner Ausbildung an der Escuela Politécnica war Pérez bei den Fallschirmjägern zunächst in den Departamentos Petén und San Marcos und an der „Boca Costa“, einem Gebiet an der nördlichen Pazifikküste Guatemalas, im Einsatz. Diese Zeit war geprägt durch den Bürgerkrieg.
Anfang der 1980er war er als Major für Militäroperationen in der mehrheitlich von zu den Maya gehörenden Quiché bewohnten Provinz gleichen Namens zuständig. Seine Einheit soll für mehrere Massaker verantwortlich sein, was Pérez aber bestreitet.
Im Jahr 1982 beteiligte er sich an dem Putsch des damaligen Verteidigungsministers Óscar Humberto Mejía Víctores gegen den Staatschef General Efraín Ríos Montt. Später stand Pérez Molina an der Spitze des militärischen Geheimdienstes. Anlässlich des versuchten Eigenputsches des Präsidenten Jorge Antonio Serrano Elias im Jahre 1993 stellte sich Pérez auf die Seite des Verfassungsgerichts und trug so maßgeblich dazu bei, dass die demokratische Ordnung aufrechterhalten wurde und Serrano zurücktrat. In Anerkennung seiner Haltung in dieser Situation ernannte Serranos Nachfolger Ramiro de León Carpio Pérez zum Chef der Präsidentengarde (Estado Mayor Presidencial).
1996 wurde er zum Generalinspekteur des Heeres ernannt. In dieser Eigenschaft vertrat er die guatemaltekischen Streitkräfte bei den Friedensverhandlungen mit der Guerillaorganisation URNG in Oslo und unterzeichnete als einziger Offizier sämtliche Verträge bis hin zum endgültigen Friedensvertrag vom 29. Dezember 1996.
Von 1998 bis 2000 war Pérez Leiter der guatemaltekischen Delegation beim Interamerikanischen Verteidigungsausschuss in Washington, D.C. Im Januar 2000 schied Pérez im Range eines Generals auf eigenen Wunsch aus den Streitkräften aus, um sich einer politischen Karriere widmen zu können.

## Politische Laufbahn
Nach seinem Ausscheiden aus den Streitkräften war Pérez zunächst als Kolumnist der Zeitung Prensa Libre tätig und begann Gleichgesinnte für ein politisches Projekt um sich zu sammeln. Ein Jahr nach seinem Ausscheiden aus der Armee wurde ein Attentat auf Pérez verübt, welches er aber überlebte.
Am 24. Februar 2001 gründete er die konservative Patriotische Partei (PP), zu deren Generalsekretär er gewählt wurde. Für die Parlamentswahlen im Jahre 2003 schloss sich die PP mit anderen politischen Parteien zur Großen Nationalen Allianz (GANA) zusammen, als deren Spitzenkandidat auf der nationalen Liste Pérez in das guatemaltekische Parlament gewählt wurde. Dort war er in den folgenden Jahren Fraktionschef seiner Partei. Im Jahr 2007 schied er aus dem Parlament aus, um für das Präsidentenamt kandidieren zu können.

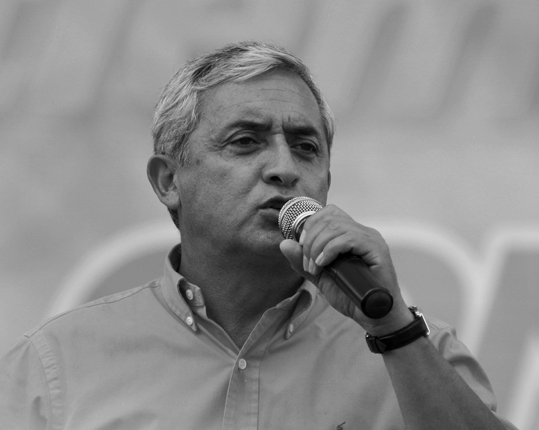
Otto Pérez Molina (2007)

Bei der Präsidentschaftswahl 2007 kandidierte Pérez Molina für das Amt des Staatspräsidenten. Als Kandidat für die Vizepräsidentschaft begleitete ihn der Unternehmer Ricardo Castillo Sinibaldi. Pérez’ zentrales Wahlversprechen war der verstärkte Einsatz von Armee und Polizei im Kampf gegen die verbreitete Kriminalität im Land. Auch wollte er die Todesstrafe wieder vermehrt anwenden. Am 4. November unterlag er in der Stichwahl um die Nachfolge von Óscar Berger Perdomo mit 47 zu 53 % der Stimmen gegen seinen Kontrahenten Álvaro Colom Caballeros, der damit als erster Sozialdemokrat zum Präsidenten Guatemalas gewählt wurde.
Bei der Präsidentschaftswahl von 2011 kandidierte Pérez Molina erneut, diesmal mit der ehemaligen Journalistin und Abgeordneten Roxana Baldetti als Kandidatin für die Vizepräsidentschaft. In der ersten Runde erreichte er mit 36,0 % das beste Ergebnis der 10 zur Wahl zugelassenen Präsidentschaftskandidaten.
Am 6. November gab es eine Stichwahl zwischen ihm und dem Zweitplatzierten, dem Anwalt und Unternehmer Manuel Baldizón. Molina wurde mit 53,7 % zum Nachfolger von Alvaro Colom gewählt. Am 14. Januar 2012 trat er das Präsidentenamt an.

### Der Fall„La Línea“
Zu Beginn seines vierten Amtsjahrs vermehrten sich die Vorwürfe der Korruption gegen die Administration von Präsident Pérez Molina. Am 16. April 2015 teilten schließlich die Internationale Kommission gegen die Straflosigkeit in Guatemala (Comisión Internacional contra la Impunidad en Guatemala, kurz CICIG) und die guatemaltekische Generalstaatsanwaltschaft mit, dass sie ein „La Línea“ genanntes Netzwerk innerhalb der guatemaltekischen Steuer- und Zollverwaltung (Superintendencia de Administración Tributaria, kurz SAT) aufgedeckt hätten, das in großem Stil für Korruption und die Veruntreuung von Zolleinnahmen verantwortlich sei. Kopf dieses Netzwerks, in das auch der amtierende und ein früherer Leiter der SAT verwickelt seien, sei der Privatsekretär von Vizepräsidentin Baldetti, Juan Carlos Monzón. Monzón, der sich zu diesem Zeitpunkt gemeinsam mit Baldetti in Südkorea aufhielt, kehrte nicht nach Guatemala zurück, sondern tauchte unter. Ab diesem Zeitpunkt kam es zu massiven Demonstrationen, die einen Rücktritt von Pérez und Baldetti forderten und sie beschuldigten, selbst Teil des Korruptionsnetzwerks zu sein. Am 8. Mai trat Vizepräsidentin Baldetti zurück und an ihrer Stelle wurde der frühere Verfassungsgerichtspräsident Alejandro Maldonado Aguirre vom Parlament zum neuen Vizepräsidenten gewählt.
Gut drei Monate später, am 21. August 2015, wurde Baldetti wegen des Verdachts der Korruption verhaftet. Am gleichen Tag erhoben die CICIG und die Generalstaatsanwaltschaft gegen Präsident Pérez den Vorwurf, bereits seit der Zeit vor seiner Präsidentschaft Kopf des Netzwerks „La Línea“ gewesen zu sein, und forderten ihn auf, zurückzutreten. Dies lehnte Pérez ab. Daraufhin hob das guatemaltekische Parlament am 1. September 2015 einstimmig zum ersten Mal in seiner Geschichte die Immunität eines amtierenden Staatspräsidenten auf, um den Weg für förmliche Ermittlungen der Staatsanwaltschaft und der CICIG gegen Pérez freizumachen. Unmittelbar nach der Entscheidung des Parlaments erließ ein Gericht auf Antrag der Staatsanwaltschaft zunächst ein Ausreiseverbot und nur einen Tag später einen Haftbefehl gegen Pérez. Dieser erklärte daraufhin seinen Rücktritt als Staatspräsident. Ab dem 4. September 2015 befand sich Pérez aufgrund bestehender Flucht- und Verdunkelungsgefahr in Untersuchungshaft in einem Militärgefängnis in der Matamoros-Kaserne in Guatemala-Stadt. Am 7. Dezember 2022 wurde er in erster Instanz zu 16 Jahren Haft verurteilt.

## Anschuldigungen wegen Verbrechen in den Jahren des Bürgerkriegs und danach

### Vorwürfe des Völkermordes und der Folter
Basierend auf Ergebnissen des US-amerikanischen National Security Archive wurde Pérez 2011 vorgeworfen, in den 1980er Jahren unter dem Diktator Efraín Ríos Montt für eine Politik der verbrannten Erde verantwortlich gewesen zu sein. Pérez kommandierte Aufstandsbekämpfungskräfte, die 1982 und 1983 in Dörfern der Ixil 80 bis 90 % der Dörfer vernichtet haben sollen. Mindestens 184 Zivilisten wurden dabei getötet oder verschwanden.
Im Juli 2011 präsentierte die Interessenvertretung der indigenen Völker Waqib Kej einen Brief an die UN, die Pérez des Völkermordes und der Folter beschuldigte, begangen im Quiché-Department während des Guatemaltekischen Bürgerkriegs. Eines der vorgelegten Beweisstücke ist ein Video, auf dem ein Offizier neben vier Leichen zu sehen ist. Die Organisation behauptet, dass es sich dabei um Pérez handele. In einer folgenden Szene sagt ein Soldat, dass die Gefangenen zum „Major“ (angeblich Pérez) gebracht werden würden und er sie nicht nett befragen würde.
Pérez widersprach der Darstellung und sagte, er sei stolz auf seine Rolle im Bürgerkrieg.

### Vorwurf der Beteiligung an der Tötung von Efraín Bámaca
1992 verschwand der Guerrillachef Efraín Bámaca Velásquez. Untersuchungen seiner Frau Jennifer Harbury kamen zu dem Schluss, dass Pérez, der zu dieser Zeit Direktor des Militärgeheimdienstes war, wahrscheinlich die Entführung und Folterung Bámacas befohlen habe.
Anhörungen durch die Inter-American Commission on Human Rights ergaben, dass die Armee Efraín Bámaca am 12. März 1992 gefangen genommen habe. Dieser sei über ein Jahr gefangengehalten und gefoltert worden, bevor er im September 1993 ohne Gerichtsverhandlung ermordet wurde. Seine Folterer und Mörder waren CIA-Informanten. Der oberste Staatsanwalt Guatemalas ermittelte gegen Pérez.

### Vorwurf der Beteiligung an der Tötung von Bischof Juan Gerardi
In seinem Buch Die Kunst des politischen Mordes behauptet der US-Journalist Francisco Goldman, dass Pérez Molina in der Nähe des Tatortes war, als Juan José Gerardi Conedera am 26. April 1998, wenige Tage nach der Fertigstellung eines Berichts für die UN-Historical Clarification Commission ermordet wurde. Gerardi war von 1974 bis 1984 Bischof des Bistums Santa Cruz del Quiché gewesen und ein furchtloser Verteidiger der Menschenrechte.

## Auszeichnungen
1993 wurde Pérez von der guatemaltekischen Zeitung Prensa Libre wegen seines Einsatzes für die Rettung der demokratischen Ordnung als eine der zehn „Persönlichkeiten des Jahres“ gekürt.
Er wurde mit dem „Heereskreuz“ (Cruz del Ejército de Guatemala), der höchsten Auszeichnung der guatemaltekischen Streitkräfte, ausgezeichnet.